# Канг Кек Иеу
Канг Кек Иеу (кхмер. កាំង ហ្គេកអ៊ាវ, Kăng Hkék'iĕv [kaŋ geːk.ʔiəw], более точная транскрипция — Канг Гекъиэу; 17 ноября 1942, коммуна Peam Bang, округ Стоунг, Кампонгтхом, Французский Индокитай — 2 сентября 2020, Пномпень), также известный под псевдонимом това́рищ Дуть (ошибочно — Дуч; кхмер. មិត្តឌុច, Mĭtt Dŭch [mɨt ɗuc]), он же Хенг Пин — камбоджийский политический деятель, революционер, деятель режима Красных кхмеров, военный преступник. Один из организаторов геноцида в Камбодже, играл важную роль в работе службы безопасности режима (Сантебаль), в 1975—1979 гг. — начальник печально известной тюрьмы S-21 (Туольслэнг), где было замучено и убито несколько тысяч человек.
После свержения режима Красных Кхмеров в 1979 году почти два десятилетия скрывался на северо-западе страны. Решением международного трибунала ООН по Камбодже признан виновным в преступлениях против человечности и приговорен к пожизненному заключению в июле 2010.

## Биография

### Ранние годы
Канг Кек Иеу родился 17 ноября 1942 года в деревне Поеввей округа Стоунг провинции Кампонгтхом в Камбодже (Французский Индокитай), которая на тот период находилась под японской оккупацией. Происходил из бедной крестьянской семьи этнических китайцев, переселившихся в Камбоджу в поколении его отца. Среди пятерых детей он был старшим и единственным мальчиком, в детстве часто страдал от болезней. Несмотря на то, что он начал ходить в школу относительно поздно — в 9 лет, он проявил себя как способный ученик, а одноклассники запомнили его как умного и спокойного мальчика, который редко улыбался. В 1961 году, в возрасте девятнадцати лет, он успешно закончил среднюю школу и получил аттестат (фр. Brevet d'études secondaires de première). В 1962 году он поступил в престижный лицей Сисовата в Пномпене и в 1964 году успешно сдал экзамены и получил аттестат о среднем образовании.
На протяжении жизни имя Канга неоднократно менялось. Например, когда ему исполнилось 15 лет, родители cменили его имя на Йим Чиав. Поскольку имя имеет важное значение в китайской культуре, Канг передал свое имя внуку, добавив к нему китайское имя «Юн».

### Участие в партизанском движении
28 августа 1966 года Кек Иеу получил сертификат преподавателя и был направлен учителем математики в колледж в маленьком городке Скун, расположенном неподалёку от его родной деревни. Его бывшие ученики вспоминали его как ответственного и преданного своему делу педагога, всегда готовым прийти на помощь.
Вероятно именно в этот период он осознал бедственное положение своих родителей и проникся революционными идеями. Канг Кек Иеу принял решение присоединиться к партизанскому движению. В 1967 году он вступил в Коммунистическую партию Кампучии. После ареста трех его учеников он бежал на базу Красных Кхмеров в округе Тямкалэ, где был принят в качестве полноправного члена движения.
Спустя несколько месяцев 5 января 1968 года его самого арестовали. Он стал свидетелем в тюрьме Прейсар, осуществляемых полицией Нородома Сианука за участие в партизанской деятельности. Он провел два года в заключении в ожидании суда. Его приговорили к 20 годам тюрьмы за «покушение на безопасность государства в интересах иностранных сил». Он был освобожден в рамках амнистии, предоставленной режимом Лон Нола политзаключенным вскоре после свержения Нородома Сианука в марте 1970 года, и продолжил свою деятельность в подполье, присоединившись к повстанцам Красных Кхмеров в Кардамоновых горах на границе с Таиландом.
Коммунистические движения из бывших французских колоний в Индокитае называли свои партизански движения словом «маки́», заимствованным у французского Сопротивления времен Второй мировой войны. В зоне, находившейся под контролем Красных Кхмеров, Канг Кек Иеу принял псевдоним «товарищ Дуть» и стал комендантом тюрьмы. Его непосредственным начальник Ворн Вет назначил его руководителем Особой службы безопасности. В джунглях Амлеанга, в районе Тпонг, Дуч организовал свою первую тюрьму под кодовым обозначением М-13, а спустя два года в соседнем районе Аорал он создал вторую тюрьму М-99.
При поддержке своих двух заместителей, Мам Ная (товарищ Чан) и Танг Син Хеана (товарищ Пон), Дуч совершенствовал свои методы допросов и чисток предполагаемых врагов компартии. Заключенные в этих лагерях были в основном из числа Красных Кхмеров. Их лишали пищи и подвергали регулярным пыткам для получения настоящих и выдуманных признаний.
Находясь в маки, Дуть женился на портнихе из близлежащей деревни по имени Чим Софал, известной также как Ром. У них родилось четверо детей, в период пока он работал в S-21.
Между 1971 и 1973 годами Дуть управлял лагерем в джунглях, известным как M-13. В этом лагере содержался французский антрополог Франсуа Бизо, описавший свое пребывание там в автобиграфической повести «Врата».

## Главный тюремщик Красных Кхмеров
После победы Красных Кхмеров в апреле 1975 года, Дуть со своими подчиненными организовали тюрьмы по всей столице, включая печально известную тюрьму Туольслэнг. В мае 1975 года Дуть попросил о переводе в промышленный сектор правительства, но ему отказали. Начальником тюрьмы Туольслэнг изначально был Ин Лон (также известный как товарищ Нат), в то время как Дуть был его заместителем. Впоследствии Ин Лон был переведен в другое место, и Дуть стал начальником тюрьмы. К маю 1976 года все тюрьмы в Пномпене были реорганизованы в Туольслэнг.
Тюрьмы, такие как S-21, создавались для чисток среди населения от возможных врагов режима. Задержанных подвергали пыткам, чтобы вынудить их признать свою вину. В S-21 Дуть требовал казнить заключенных после окончания их допроса. Например, в списке из 17 заключенных (восьмеро подростков и девять детей) он оставил приказ «разбить их на части». В более длинном списке заключенных его примечание гласило «разбить: 115; оставить: 44 человека». Ниже добавлено «товарищ Дуть предложил Ангка; Ангка согласилась». В списке из 20 заключенных женщин Дуть написал примечание для каждой из них, приказывая «убить», «оставить для допроса» или «провести медицинский эксперимент». Как минимум 100 заключенных погибли после того, как у них забрали всю кровь для переливания раненым солдатам. Над заключенными также проводились хирургические операции для обучения медицинского персонала.
Дуть произвел впечатление на свое начальство своей работой и был назначен руководителем «специальной службы» режима Красных Кхмеров, известной как Сантебаль. По мере усиления репрессий в поздний период Демократической Кампучии в S-21 стали доставлять все больше людей, включая его бывших коллег, в частности его предшественника — Ин Лона. В течение этого периода Дуть накопил большой архив тюремных записей, фотографий и выбитых «признаний».
Параноидальная убежденность привела его к составлению в 1978 году «Последнего плана», в котором, основываясь на анализе признаний заключенных, Дуть пришёл к выводу о существовании заговора, объединяющего США, СССР, Тайвань и Вьетнам против полпотовского режима.
6 января 1979 года Дуть получил приказ от своего начальника убить всех оставшихся заключенных. На следующий день Дуть стал одним из последних функционеров режима Красных Кхмеров, покинувших Пномпень перед наступавшей вьетнамской армией. Хотя Дуть не успел уничтожить большую часть обширной тюремной картотеки, он позаботился о казни нескольких выживших заключённых перед своим бегством из города.

## В бегах
В мае 1979 года Дуть сумел добраться до границы с Таиландом. Его точное местонахождение в этот период остается невыясненым. Предположительно, он прибыл в леса Самлаута, где воссоединился со своей семьей. Здесь Дуть был понижен в должности Братом Номер Два, Нуон Чеа, за невыполнение задач по уничтожению документов в S-21. Во время нахождения на границе он овладел тайским языком и самостоятельно изучил английский. Впоследствии он преподавал английский и математику в лагере беженцев в Бораи, расположенном неподалёку от тайской границы.
В июне 1986 года Дуть был направлен в КНР специалистом по кхмерскому языку и преподавал в Пекинском институте иностранных языков. Спустя год он вернулся на тайско-камбоджийскую границу и сменил имя на Хенг Пин. Он занимал высокую должность в бюрократическом аппарате Пол Пота и работал в лагере 505, расположенном неподалёку от камбоджийской границы. Вскоре после Парижского соглашения в октябре 1991 года он вместе с семьей переехал в маленькую деревню Пхкоам, расположенную вблизи тайской границы. Здесь он приобрел земельный участок и стал преподавать в местной школе. Его считали талантливым педагогом, но с вспыльчивым нравом.
В 1995 году жена Дутя была убита в результате нападения на их дом. Дуть был единственным свидетелем и подозревал, что за нападением стоит Пол Пот. Он продал все свое имущество, перевелся в колледж Свай Чек и переехал туда со своими детьми. Непосредственно после гибели жены Дуть начал посещать богослужения в церкви «Золотой Запад», основанной в Баттамбанге американским евангелистом кхмерского происхождения Кристоферлм Ла-Пел. Ла-Пел крестил Канг Кек Иеу, и тот со временем стал светским пастором. Впоследствии Ла-Пел отмечал, что, хоть он не знал его настоящей личности, у него были некоторые подозрения. Например, до своего обращения Дуть сказал Ла-Пелю, что совершил много страшных поступков в своей жизни. Позже Дуть заявил: «Я не знаю, смогут ли мои братья и сестры простить мне грехи, которые я совершил против людей».

### Розыск и поимка
Вскоре после того, как его личность была раскрыта, Дуть согласился на переезд в Самлаут в качестве директора по образованию. Когда в 1996 году разразилась борьба после раскола Красных Кхмеров и переворота, направленного на свержение принца Ранарита в 1997 году, он с семьей бежал в лагерь Бан Ма Муанг, находящийся на территории Таиланда. В лагере он работал на Американском комитете по делам беженцев в качестве руководителя по здравоохранению сообщества. В конце 1998 года, когда боевые действия утихли, он вернулся в Камбоджу. Он осел в деревне Андао Хеп в Раттанак Мондуле и тесно сотрудничал с христианским благотворительным агентством «World Vision».
Фотожурналист Ник Данлоп выследил его в Самлауте. В 1999 году Нейт Тэйер, который ранее беседовал с Пол Потом и Та Моком, вместе с Данлопом взяли у него интервью для журнала Far Eastern Economic Review. После публикации этого интервью Дуть сдался властям в Пномпене.

## Суд

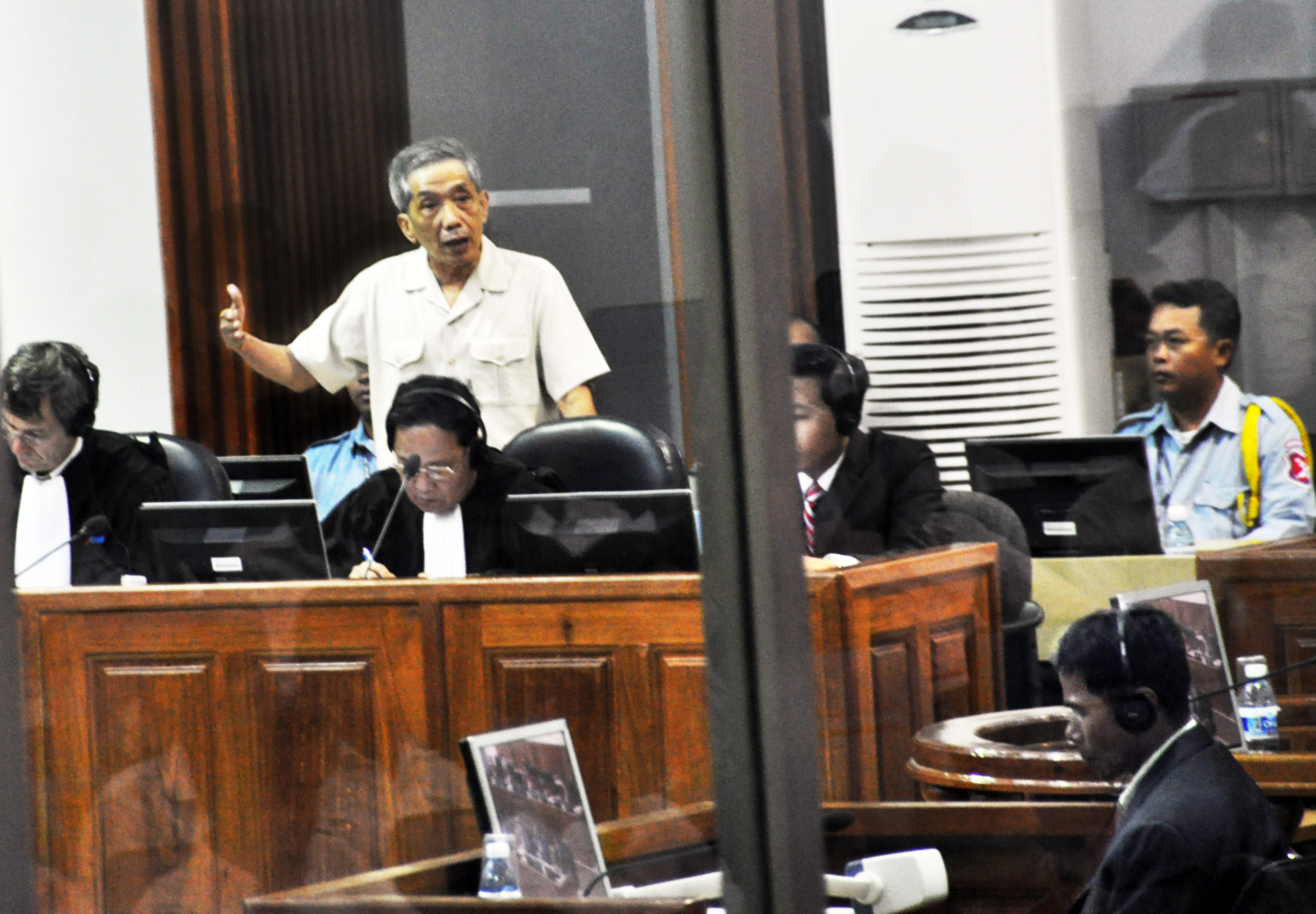
Канг Кек Иеу во время судебного заседания в 2009 году

31 июля 2007 года Дуть официально был обвинён в военных преступлениях и преступлениях против человечности и задержан международным трибуналом ООН. Его интересы представляли камбоджийский адвокат Кар Савут и французский адвокат Франсуа Ру, которые подали апелляцию против его временного задержания, основываясь на более чем восьми годах, проведенных им в заключении без судебного разбирательства. Апелляция оказалась неудачной, и 14 августа 2008 года трибунал вынес обвинительное заключение после завершения расследования.
В феврале 2008 года, в рамках судебного процесса, Дуть был доставлен на место его преступлений в Туольслэнг. По некоторым источникам, он упал в слезах, сказав: «Молю вас о прощении — я знаю, что вы не можете простить меня, но прошу вас сохранить надежду, что это возможно».
16 февраля 2009 года началось судебное разбирательство под наблюдением ООН в суде в Пномпене. Дутя обвиняли международные прокуроры Уильям Смит и Анис Ахмед в «личном надзоре за систематическим пытками более 15 000 заключённых». Главным судьей в этом деле был Нил Нонн. Дутя судила коллегия из пяти судей — трёх камбоджийских, одного французского и одного новозеландского — в соответствии с соглашением 2003 года между Камбоджей и ООН о создании трибунала.
31 марта 2009 года Дуть, выступая перед камбоджийским трибуналом, принял на себя ответственность за пытки и казни тысяч заключенных, выразил «искреннее раскаяние» за свои преступления и пообещал полностью сотрудничать с трибуналом.
27 ноября 2009 года Дуть удивил трибунал просьбой об освобождении. В своем заключительном заявлении перед трибуналом он признал свою причастность к преступлениям времен Красных Кхмеров, включая казнь более 12 000 заключенных в S-21, однако заявил, что они были совершены «преступной партией». Дуть также отметил, что провел более 10 лет в заключении и подчеркнул, что полностью сотрудничал с трибуналом. В заключительных аргументах от защиты Дутя были противоречия. Его камбоджийский адвокат Кар Савут требовал оправдания и освобождения своего подзащитного, в то время как его международный коллега Франсуа Ру требовал от судей вынести смягчающий приговор.
По итогам суда прокуроры потребовали, чтобы Дуть получил 40 лет тюремного заключения в случае признания виновным. 26 июля 2010 года Дуть был признан виновным в преступлениях против человечности, пытках и убийствах; ему было назначено 35 лет лишения свободы, с учётом предварительного заключения в тюрьме в течение 11 лет и дополнительного спорного вычета в пять лет, так как его период предварительного заключения превысил максимальный срок, установленный камбоджийским законодательством. 3 февраля 2012 года верховный суд ООН по военным преступлениям отклонил его апелляцию и продлил срок его заключения до пожизненного лишения свободы из-за его «шокирующих и зверских» преступлений. Решение было окончательным, без возможности обжалования.
20 октября 2018 года Дуть был госпитализирован в тяжёлом состоянии.

## Болезнь и смерть
Канг Кек Иеу умер в возрасте 77 лет 2 сентября 2020 года в 00:52 в больнице кхмерско-советской дружбы в Пномпене. Причиной его смерти стала хроническая обструктивная болезнь легких. Из-за сложной ситуации с COVID-19 в Камбодже, его тело было кремировано в тот же день.

## В кинематографе
- «Время признаний» режиссёра Режиса Варнье (совместное производство Франции, Бельгии и Камбоджи, 2014).

## Публикации
- Bizot, François. My Savior, Their Killer (англ.). The New York Times (16 февраля 2009).
- Dunlop, Nic. Experience: I tracked down a man who killed 14,000 people (англ.). The Guardian (4 сентября 2010).
- Vaulerin, Arnaud. Françoise Sironi: «Les tortionnaires sont malades de la norme, ils ont un besoin absolu d’être dans le système» (фр.). Libération (27 октября 2017).